# Jules-Adolphe Chauvet
Pour les articles homonymes, voir Chauvet.
Jules-Adolphe Chauvet né le 28 septembre 1828 à Péronne et mort le 2 mai 1898 à Paris est un peintre, dessinateur et lithographe français.
Il possède plusieurs grandes spécialités : le paysage, l'architecture mais aussi les représentations érotiques.

## Biographie
La vie de cet artiste, auteur d'un grand nombre de dessins conservés entre autres à Paris au musée Carnavalet et à la Bibliothèque nationale de France, est à ce jour peu documentée.
Élève d'Eugène Cicéri, entre l'âge de 15 et 18 ans, Jules-Adolphe Chauvet s'engage ensuite dans l'armée et devient sous-officier aux chasseurs d'Afrique.
Revenu à Paris en 1855, il entre à la Compagnie impériale des voitures (CIV), concessionnaire exclusif des services de fiacres, comme employé administratif puis se remet au dessin. Il produit des chromos, pratique la lithographie.
Il a entre autres dessiné de nombreux quartiers du vieux Paris et illustré, en composant des vignettes, les ouvrages de Gay et Doucé, maison d'édition belge spécialisée en ouvrages érotiques. Il a travaillé également pour l'éditeur Auguste Brancart, Damase Jouaust, et bien d'autres.
Il dessine également, mais de manière tardive, un grand nombre de dessins érotiques notamment à-travers les illustrations de l'ouvrage de Ernest Feydeau Les Souvenirs d'une cocodette publié en 1877.

Œuvres de Jules-Adolphe Chauvet
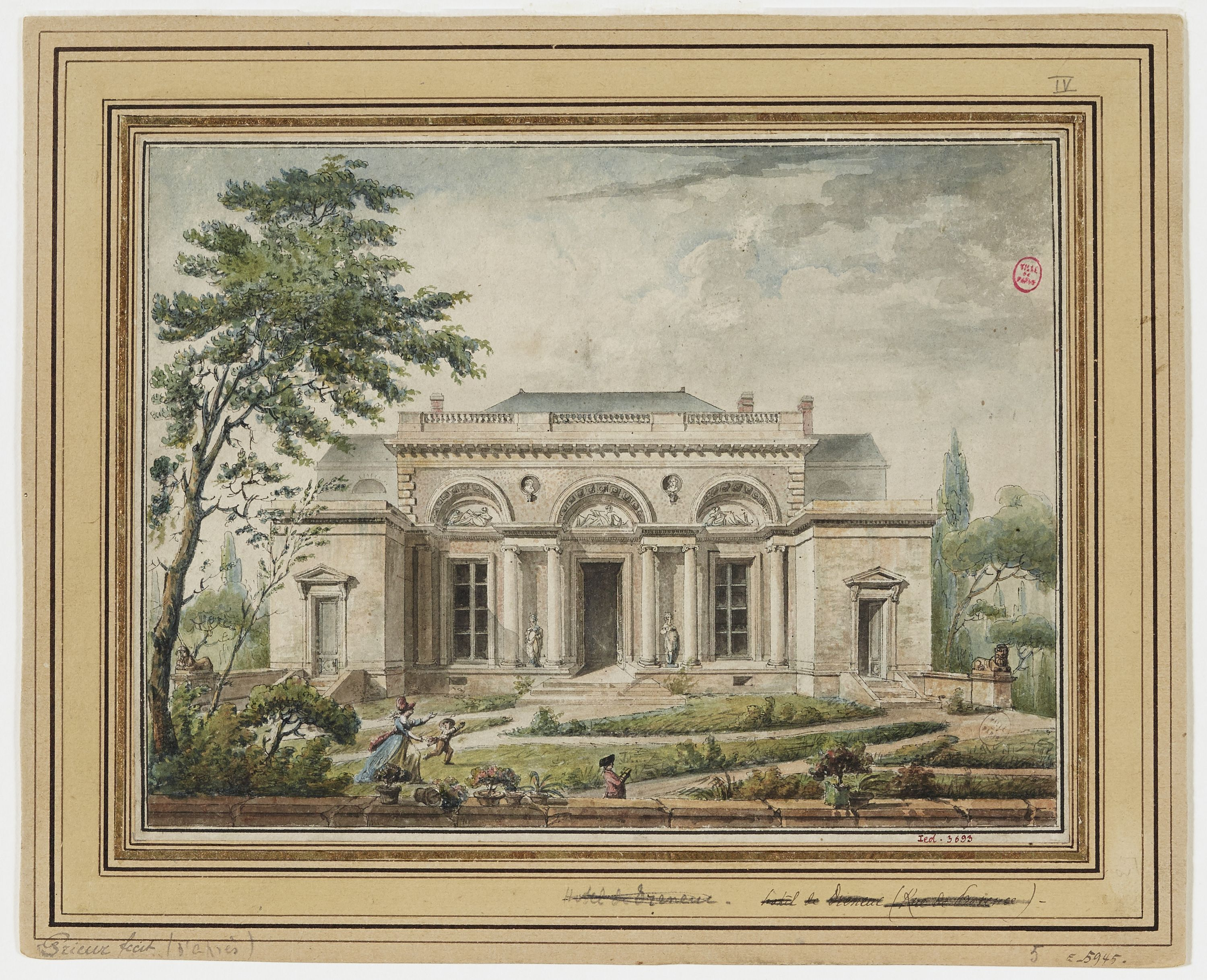
Hôtel de Dreneuc (Rue de Provence) (après 1828), Paris, musée Carnavalet.
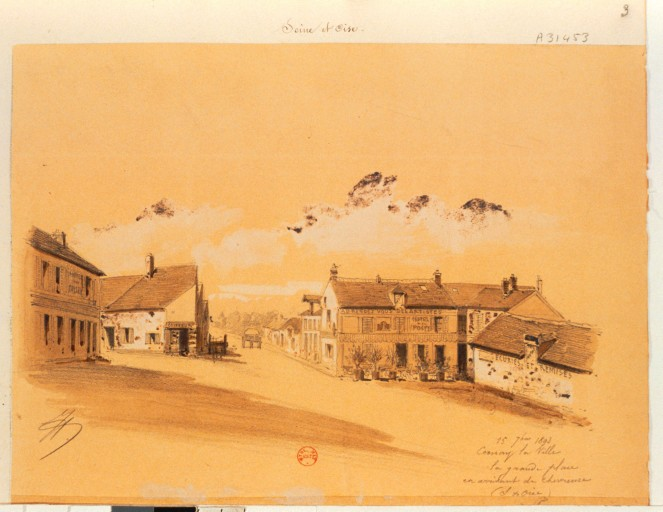
Cernay la Ville. La grande place en arrivant de Chevreuse, Paris, BnF.
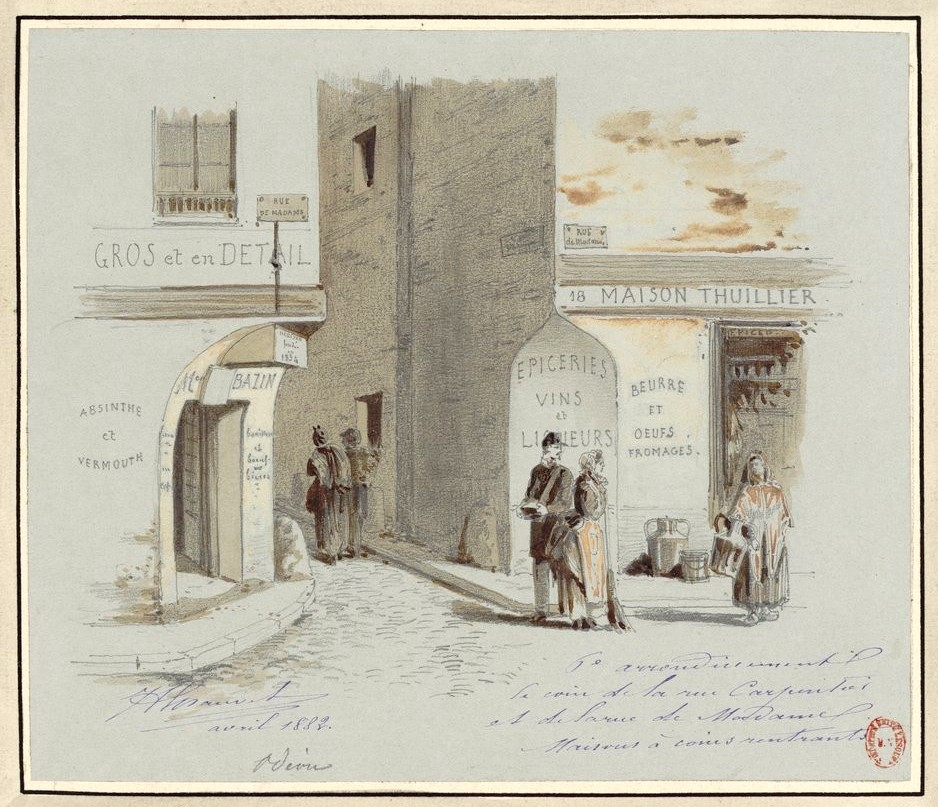
Début de  la rue Carpentier (1882), Paris, BnF.
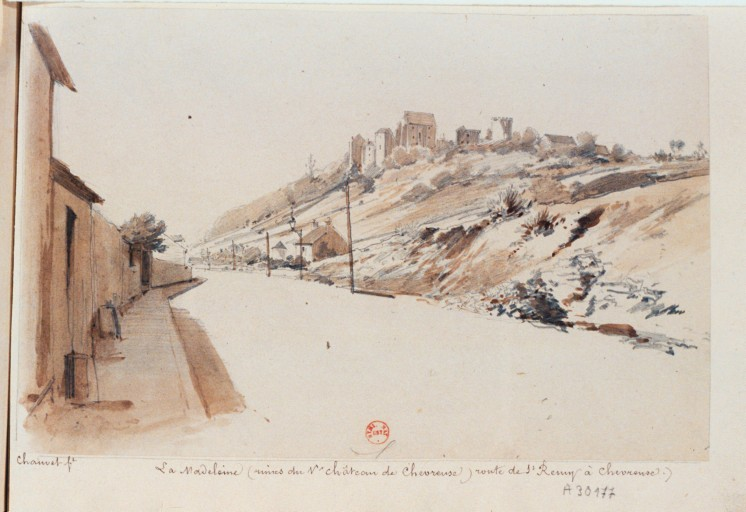
La Madeleine. Ruines du Vieux château de Chevreuse, Paris, BnF.
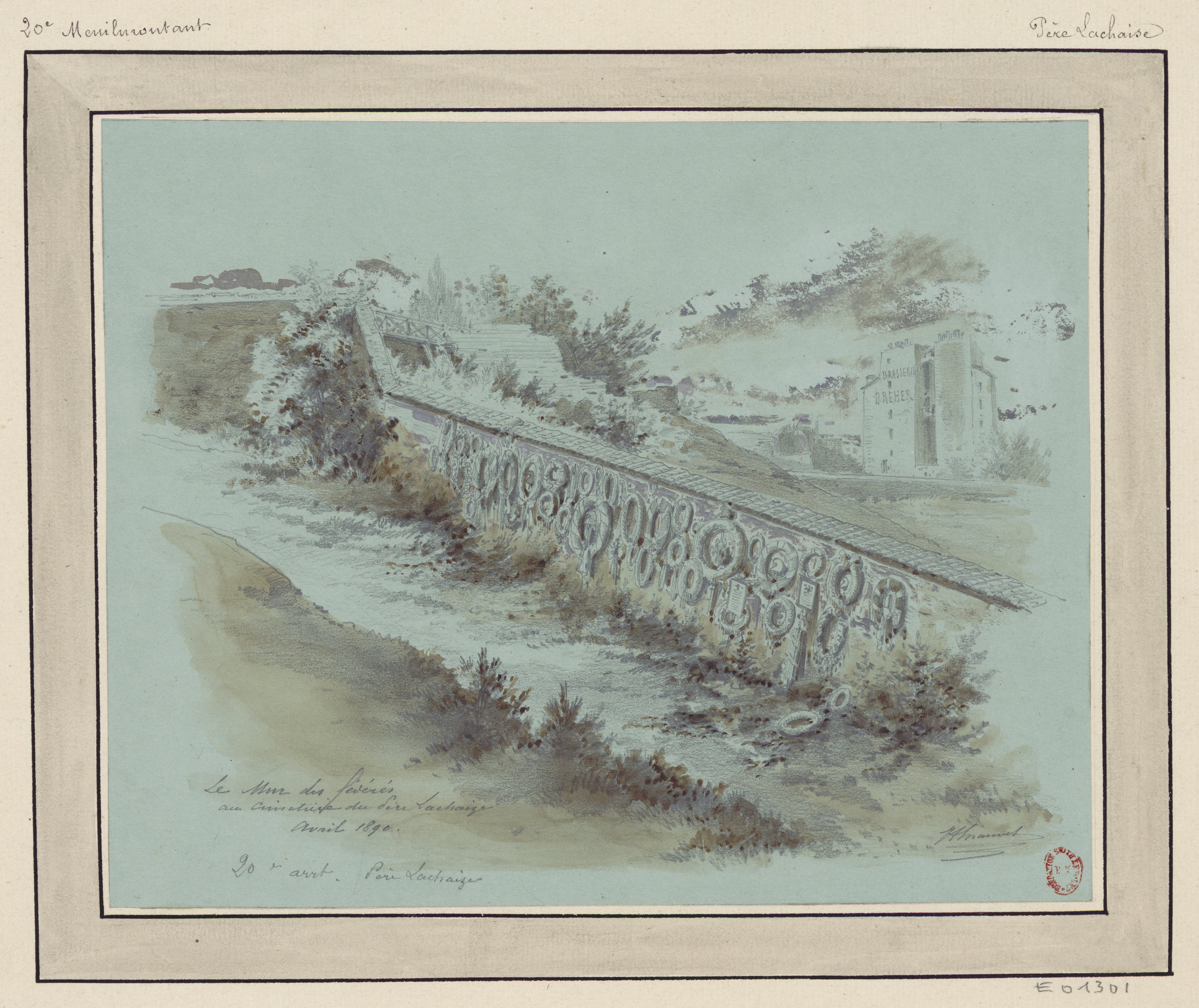
Le mur des Fédérés (1890), Paris, BnF.
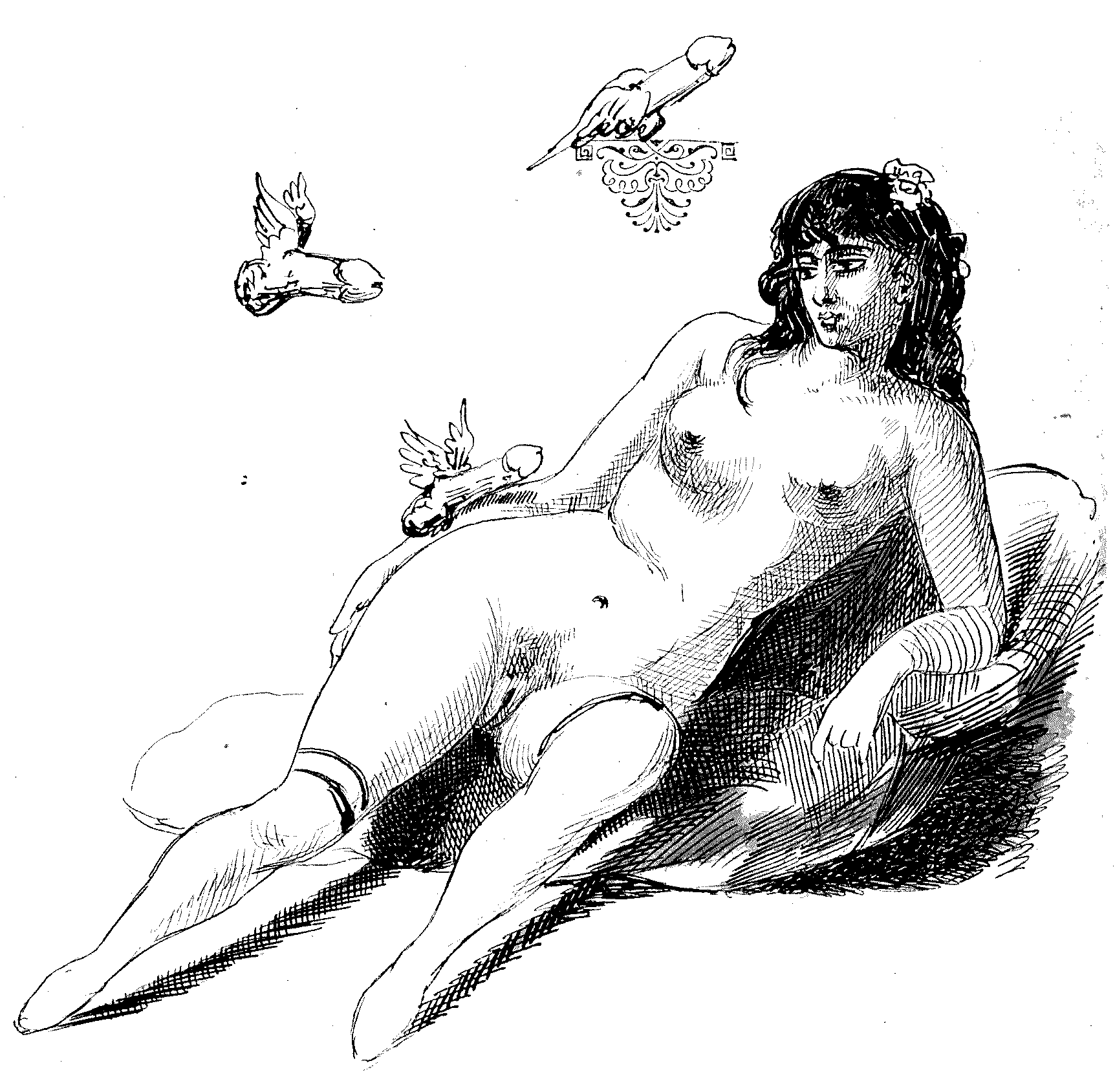
Extrait de Cocodette (1878).
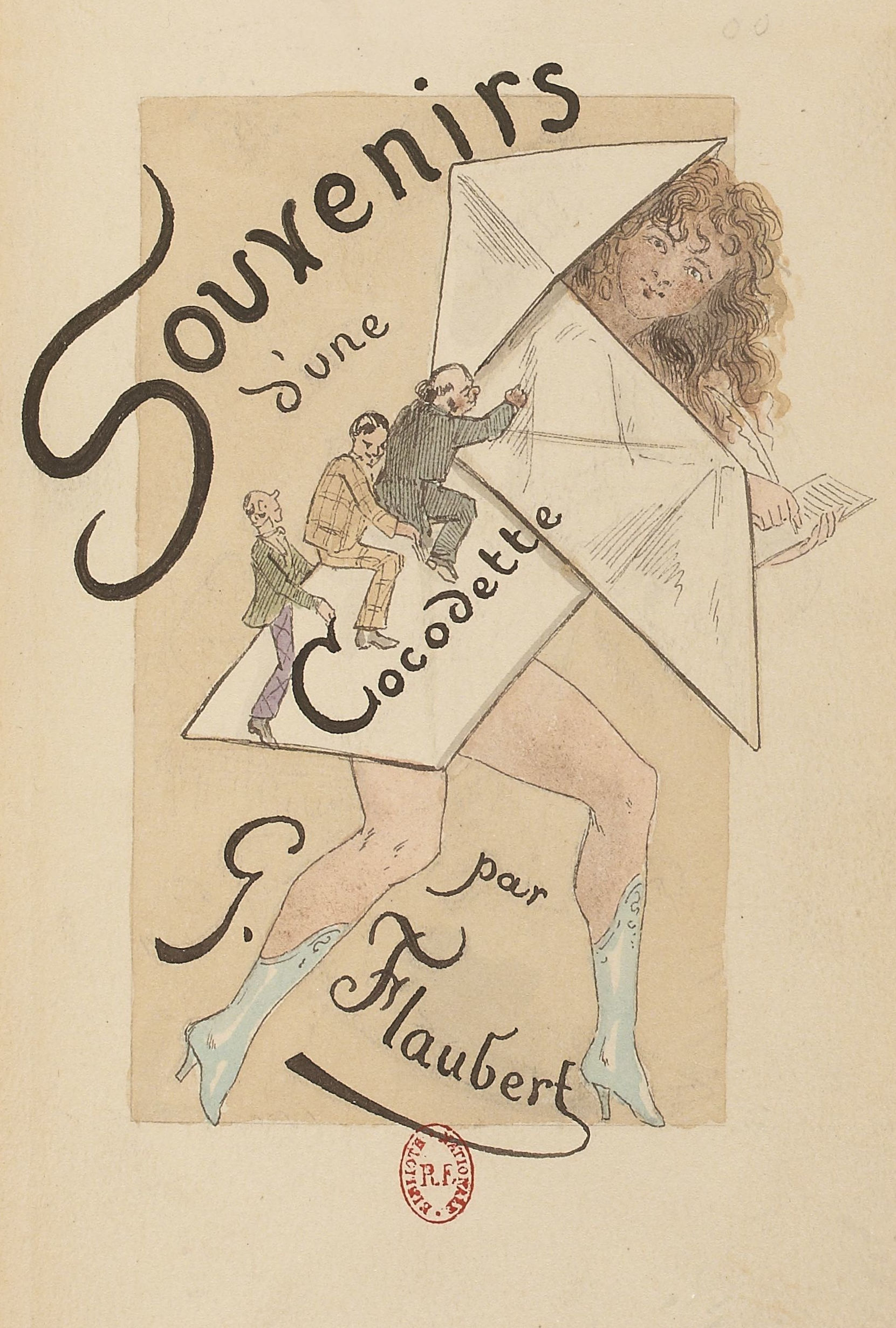
Souvenirs d'une Cocodette par Flaubert (1878).
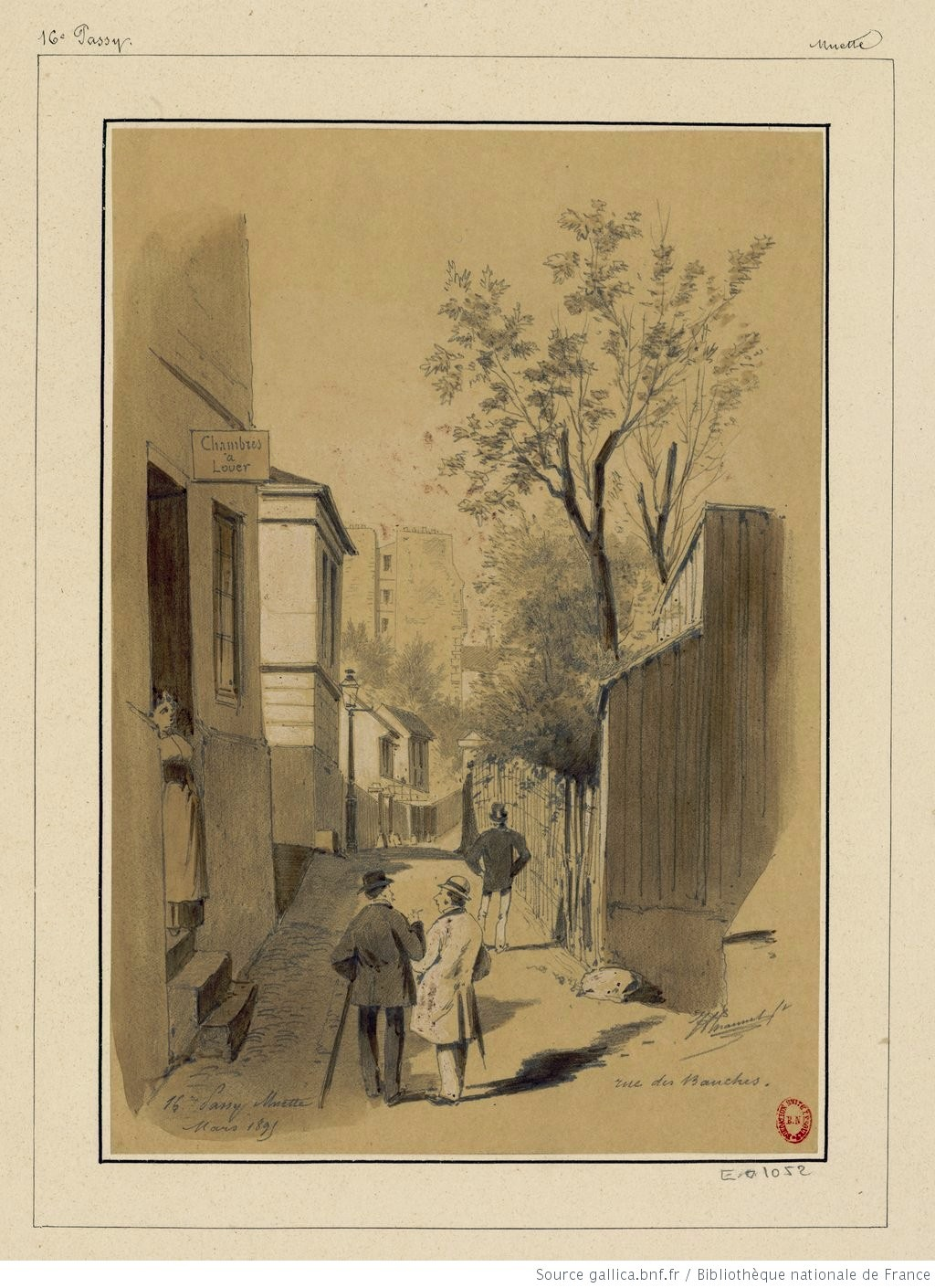
La rue des Bauches, Paris (1895), BnF.

## Œuvres dans les collections publiques
Liste non exhaustive, par ordre alphabétique de localité.
- Paris : 
  - Bibliothèque nationale de France : fonds de dessins.
  - musée Carnavalet, : La Bièvre traversant le quartier Croulebarbe, dessin.
- Sceaux, musée du Domaine départemental de Sceaux : Maison à Bagneux au coin de la rue de Châtillon, crayon rehaussé de lavis.